# Margarinefabrik Seibel

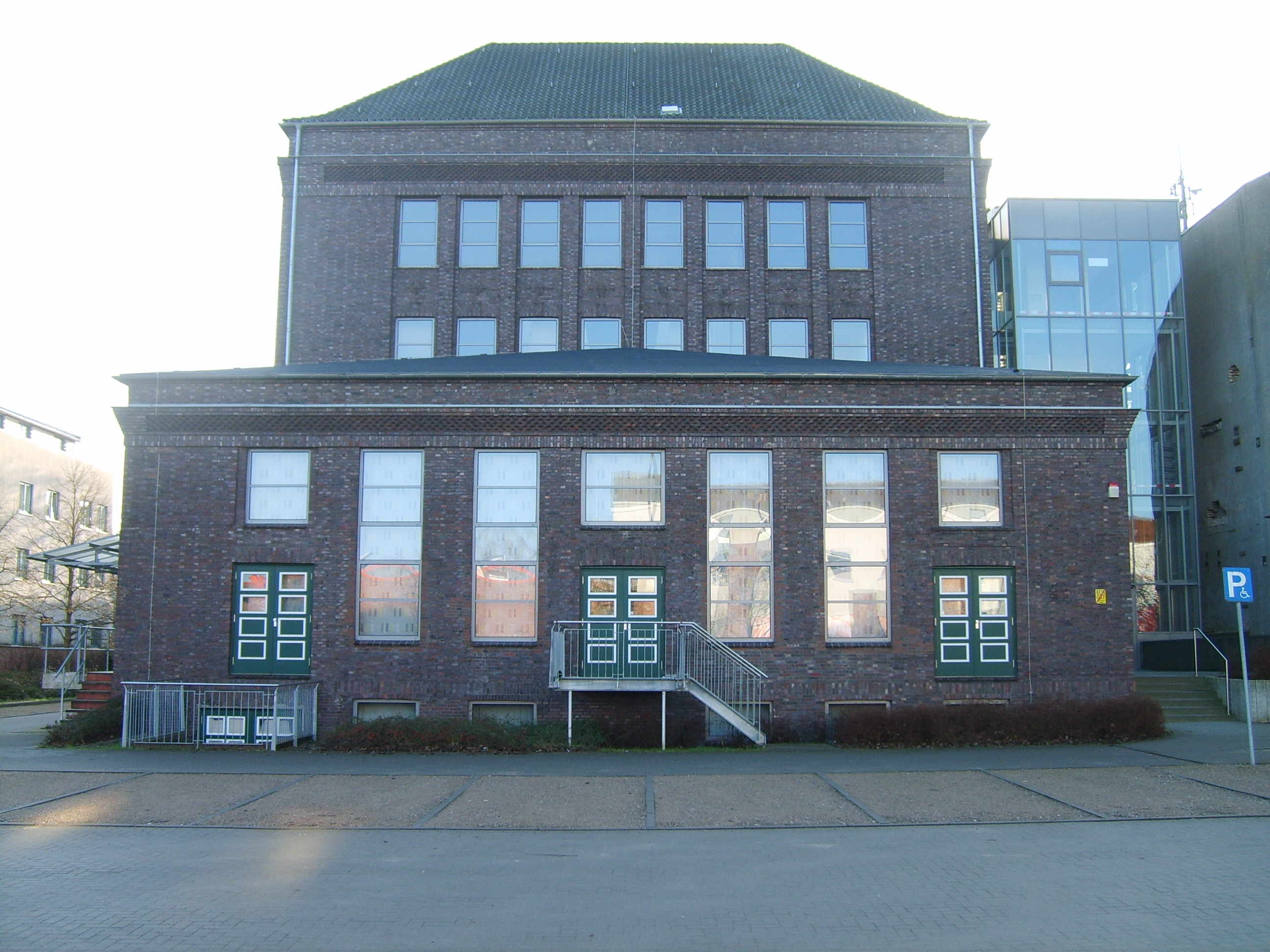
Margarinefabrik Seibel

Die Margarinefabrik Seibel ist ein denkmalgeschütztes ehemaliges Fabrikgebäude in der schleswig-holsteinischen Landeshauptstadt Kiel. Seit 2006 beherbergt das Gebäude die Musikschule Kiel.

## Geschichte
1927/1928 wurde nach Plänen des Architekten Johann Theede im Kieler Stadtteil Gaarden die erste Etagenmeierei Deutschlands gebaut. 1930 übernahm das 1882 gegründete Unternehmen J.W. Seibel das Gebäude und machte daraus eine Margarinefabrik, die bis Ende der 1970er-Jahre in Betrieb war. Danach wurde das Gebäude eine Zeit lang als Lager und zum Verkauf von Tierfutter genutzt. 1983 wurde die Margarinefabrik Seibel unter Denkmalschutz gestellt, im Folgejahr wurde der baufällige, funktionslose Schornstein abgerissen.
In den folgenden Jahren wechselte die Margarinefabrik Seibel mehrfach den Eigentümer. Über das Kieler Liegenschaftsamt, die Ufa Theater GmbH und eine Hamburger Investorengruppe kam das Gebäude 1998 in den Besitz des Kieler Friseurmeisters Wolf-Dieter Klinck. Dieser entwickelte gemeinsam mit der Stadt Kiel ein Umbau- und Nutzungskonzept. Das Gebäude wurde für 2,2 Millionen Euro saniert und modernisiert. Dabei wurde unter anderem ein verglastes Treppenhaus mit Aufzug errichtet.

## Musikschule
Nach Fertigstellung der Sanierungsarbeiten bezog die 1963 gegründete, städtische Musikschule Kiel im Oktober 2006 die Margarinefabrik Seibel. Dort gibt es neben einem Konzertsaal mit 172 Plätzen auch einen Ballettsaal.
Die Musikschule Kiel ist Mitglied im Verband deutscher Musikschulen.

## Förderverein
Von 1986 bis 1989 gab es den Förderverein Seibels Fabrik e. V., der die Margarinefabrik als Baudenkmal erhalten und einer kulturellen Nutzung zuführen wollte.